# Morten Müller

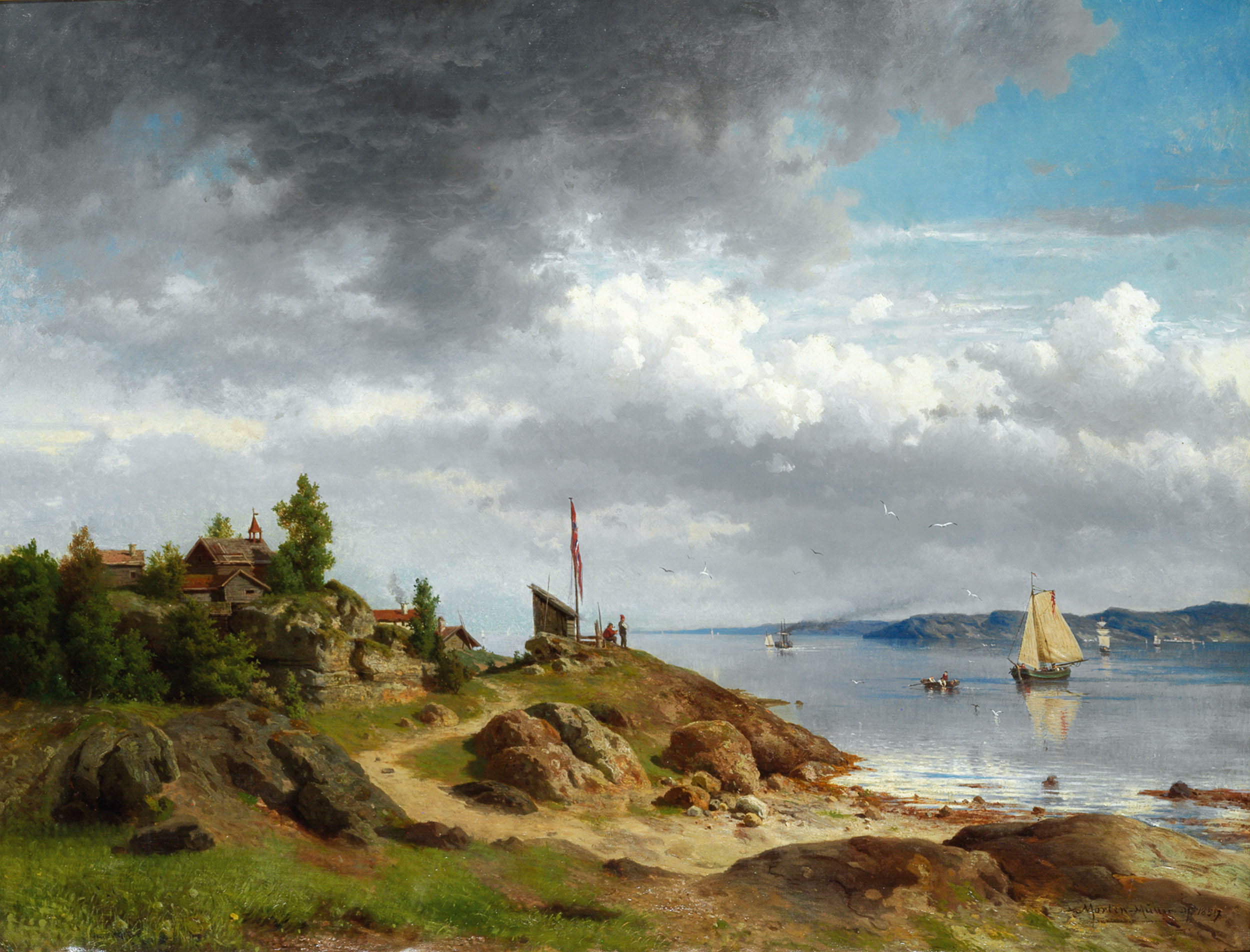
Norskt kustlandskap av Morten Müller.

Morten Müller, född 28 februari 1828 i Holmestrand i Vestfold, död 10 februari 1911 i Düsseldorf, var en norsk konstnär.
Müller bedrev studier vid Düsseldorfakademin 1847. Han var Marcus Larsons assistent i Stockholm 1851. Müller influerades av Hans Gude och August Cappelen men mottog senare starka intryck från friluftsmåleriet. Hans målningar återger ofta dramatiska landskap från norska fjälldalar och furuskogar i kraftig kolorit. 
Müller är representerad vid Nationalmuseum och Kungliga Slottet i Stockholm, Göteborgs konstmuseum, Malmö museum och Nasjonalgalleriet i Oslo.